# Sebastian Ulmeanu
Sebastian Ulmeanu (n. 18 iunie 1929, Buzău – d. iulie 1979) a fost un amiral român, care a îndeplinit funcția de comandant al Marinei Militare Române (1973-1979).

## Biografie
Sebastian Ulmeanu s-a născut la data de 18 ianuarie 1929 în orașul Buzău. A efectuat studii la Școala de Ofițeri de Marină din Constanța și apoi la Academia Militară Generală din București.
După absolvirea facultății, a deținut funcțiile de comandant al Unității de Luptă Artilerie la bordul distrugătorului „Mărășești”, șef al Biroului Cadre la Flotila de Dunăre, secretar al Consiliului Militar în C.M.M., comandantul distrugătorului 2 din Divizionul 418 Distrugătoare al Brigăzii 214 Nave, șef de stat major al Bazei 42 Maritime, specialist Observare Transmisiuni și șef al Secției Observare Radiotehnică și Vizuală în C.M.M., comandantul Regimentului 110 Radiotehnic și Transmisiuni, comandantul Diviziei 42 Maritime, locțiitor al comandantului Marinei Militare pentru pregătirea de luptă și învățământ, locțiitor al comandantului Marinei Militare.
În anul 1968 a fost numit în funcția de căpitan al Navei-școală „Mircea”, fiind înaintat în anul 1970 la gradul de contraamiral (cu o stea).
La data de 13 decembrie 1973, contraamiralul Sebastian Ulmeanu a fost numit în funcția de comandant al Marinei Militare Române. În anul 1977 a fost înaintat la gradul de viceamiral (cu 2 stele). La  data de 21 martie 1979, viceamiralul Ulmeanu a fost promovat locțiitor al șefului Marelui Stat Major și șef al Secției Marină.
În noiembrie 1974, cu prilejul Congresului al XI-lea al PCR, Sebastian Ulmeanu a fost ales în funcția de membru al Comitetului Central al PCR. El a încetat din viață în iulie 1979, într-un accident de mașină in zona Brașov.

## Distincții
- Ordinul „Steaua Republicii Populare Romîne” clasa a V-a (12 august 1959) „pentru contribuție activă la întărirea regimului democrat-popular”[2]
- Ordinul „Apărarea Patriei” clasa a III-a (25 decembrie 1967) „pentru merite deosebite în opera de construire a socialismului, cu prilejul celei de-a XX-a aniversări a proclamării Republicii”[3]